# Jan-Philipp Stahl
Jan-Philipp Stahl (* 13. September 1988 in Düsseldorf) ist ein deutscher Filmeditor.

## Leben
Jan-Philipp Stahl startete 2009 seine Karriere als Editor mit einem Praktikum bei der Produktionsfirma Tango Film GmbH in München.
Vier Jahre arbeitete er dort festangestellt an unterschiedlichen Fernsehformaten wie Galileo, red!, oder Abenteuer Leben.
Seit 2013 schneidet er als freiberuflicher Editor überwiegend Dokumentationen, aber auch Spielfilme, TV-Shows und Werbungen.
Zusammen mit den Regisseurinnen Eva-Maria Gfirtner und Judith Adlhoch, arbeitete er an der mehrfach preisgekrönten ZDF Dokumentationsreihe "Hannes Jaenicke Im Einsatz für... Elefanten, Geparden, Delfine, Nashörner, Löwen, Lachse, Vögel, Wölfe, Schweine und Meeresschildkröten."
Die Dokumentationen wurden mehrfach beim NaturVision Film Festival, Green Screen Festival und mit dem Deauville Green Award ausgezeichnet.
Der Film Hannes Jaenicke: Im Einsatz für den Lachs war 2021 für den Deutschen Naturfilmpreis nominiert.
Mit dem deutschen Regisseur und Produzent Oliver Halmburger montiert Jan-Philipp Stahl seit 2014 historische Dokumentationen. So entstanden im Rahmen der Sendung ZDF History, Portraits über Steffi Graf und Mick Jagger, TerraX Dokumentationen wie Mythos Frankenstein oder Zarensturz: Der Untergang der Romanows und Unterhaltungsformate wie ZDF Zeit: Ziemlich beste Nachbarn mit Michael Kessler (Folge: Russland, Niederlande).
Der von ihm montierte Film Vergessene Grenze (Europe´s forgotten Border) eine Koproduktion von ARD, BR, ARTE, CTV, ORF, wurde bei den Word Media Awards (Gold) und den NNW International Film Festival 2022 (Special Award) ausgezeichnet.
Jan-Philipp Stahl ist seit 2019 Mitglied im Bundesverband Filmschnitt Editor e.V – BFS.

## Filmografie (Auswahl)
- 2014: ZDF History: Der letzte "Gigant" – Auf der Suche nach Hitlers Riesenflugzeug
- 2014: Hannes Jaenicke: Im Einsatz für Elefanten
- 2015: ARTE Thema: Wege des Fleisches
- 2015: Hannes Jaenicke: Im Einsatz für Löwen
- 2016: ZDF History: Süleymān der Prächtige
- 2016: Hannes Jaenicke: Im Einsatz für Delfine
- 2017: ZDF Zeit – Zarensturz: Das Ende der Romaonws
- 2017: Hannes Jaenicke: Im Einsatz für Nashörner
- 2018: TerraX Tatort Steinzeit – Deutschland vor 7000 Jahren
- 2018: Hannes Jaenicke: Im Einsatz für Geparden
- 2019: ZDF Zeit: Ziemlich beste Nachbarn, Die Deutschen und Russland – mit Michael Kessler
- 2019: Hannes Jaenicke: Im Einsatz für Vögel
- 2019: ZDF History: Steffi Graf – Ein deutscher Weltstar
- 2019: BR Geheimnissvolle Orte: Schloss Neuschwanstein
- 2020: ZDF History: Das Boot – Die Dokumentation (2 Filme)
- 2020: ZDF History: Mick Jagger – Der gemachte Rebell
- 2020: Hannes Jaenicke: Im Einsatz für den Lachs
- 2021: Vergessene Grenze (Europe`s forgotten Border) – ARD, BR, ARTE, CTV, ORF
- 2021: Hannes Jaenicke: Im Einsatz für den Wolf
- 2021: 1806: Die Nürnberg Saga (3 Filme)
- 2022: Hannes Jaenicke: Im Einsatz für das Schwein
- 2022: ZDF Zeit: Ein Tag in der DDR – Flucht mit der Planierraupe
- 2022: ZDF Zeit: Ziemlich beste Nachbarn, Niederlande – mit Michael Kessler
- 2023: Hannes Jaenicke: Im Einsatz für Meeresschildkröten
- 2023: Hitlerputsch 1923: Das Tagebuch der Paula Schlier (Dokumentation, ARD)
- 2024: Die Eisenbahn – Motor des Fortschritts (Dokumentation, ARTE)
- 2024: Udo! (Dokumentation, ARD)